# A reklám után
A reklám után – dziewiętnasty album węgierskiego zespołu Republic, wydany w 2001 roku przez EMI na CD.
Album zajął pierwsze miejsce na węgierskiej liście przebojów.

## Lista utworów
Źródło: discogs.com
1. „Távolban egy fehér vitorla” (4:36)
2. „Szerelmes mindenkibe” (4:11)
3. „Csak ezt a dalt… (uzsedáré-uzsedom)” (2:59)
4. „Hajrá kísértet!!!” (2:40)
5. „A nagy hajó” (2:56)
6. „Nem fér bele csak a fele” (2:11)
7. „A teve a tű fokán” (3:13)
8. „Gyere ültess el!!!” (2:50)
9. „Az ember remekmű” (3:00)
10. „Díszítsetek fel!” (4:27)
11. „Hangyadal” (3:04)
12. „Legyen ön is koldus!” (2:18)
13. „A vonat legutolsó kocsiján” (4:03)
14. „Mindig valamit keresünk…” (4:07)

## Skład zespołu
Źródło: republic.hu
- László Bódi – wokal
- Csaba Boros – gitara basowa
- László Attila Nagy – perkusja
- Tamás Patai – gitary
- Zoltán Tóth – gitara, fortepian, keyboard